# Gorgona
Gorgona er en italiensk ø i det Tyrrhenske hav ud for Toscanas kyst, ca. 37 km. fra Livorno. Øen har et areal på ca 2,2 km². Det højeste punkt er Punta Gorgona, 255 m.o.h. På øen er der en fangekoloni, hvorfor der kun er adgang til øen med speciel tilladelse. Der bor ca. 300 mennesker på øen, inklusive fangerne.
På øen findes der to gamle borge samt ruinerne af en villa med rester fra såvel etruskisk som romersk tid.
43°26′00″N 9°54′00″Ø / 43.4333333°N 9.9°Ø